# 카리 페이턴
카리 페이턴(Khary Payton, 1972년 5월 16일 ~ )은 미국의 배우이다.

## 출연 작품
- 틴 타이탄 고! 투 더 무비 (2018)
- 레고 저스티스리그 : 고담시티 브레이크아웃 (2016)
- 레고 DC 코믹스 수퍼히어로: 저스티스리그 우주전쟁 (2016)
- 킹메이커 (2015)
- 레고 DC 코믹스 슈퍼 히어로 저스티스리그: 둠 군단의 공격! (2015)
- 레고 DC 코믹스 슈퍼 히어로: 저스티스 리그 vs 비자로 리그 (2015)
- 저스티스 리그 : 아틀란티스의 왕좌 (2015)
- 쿰바: 반쪽무늬 얼룩말의 대모험 (2013)
- 고 온 (2012)
- 쥬피터 스타쉽 (2012)
- 파워스 (2011)
- 마이 라이프 애즈 언 익스페러먼트 (2011)
- 내셔널 람푼: 못말리는 전설의 막시무스 (2011)
- 제너레이터 렉스 (2010)
- 영 저스티스 (2010)
- 써클 오브 에이트 (2009)
- 벤 10: 에이리언 포스 (2008)
- 핑 퐁 프라야 (2007)
- 벤 10 (2005)
- 헬레이저 8 - 헬월드 (2005)
- 래터 데이즈 (2003)
- 드라큐라 2 - 어센션 (2003)
- 저스티스 리그 (2001)